# Thaumastoptera (Taiwanita) issikiana
Thaumastoptera (Taiwanita) issikiana is een tweevleugelige uit de familie steltmuggen (Limoniidae). De soort komt voor in het Oriëntaals gebied.